# 船橋二和病院
船橋二和病院（ふなばしふたわびょういん）は、社会医療法人社団千葉県勤労者医療協会が千葉県船橋市二和東に設置する病院。

## 概要
救急告示病院であり、船橋市二次救急ネットワーク病院、船橋市小児二次救急病院に指定されている。厚生労働省指定基幹型臨床研修病院。公益財団法人日本医療機能評価機構、NPO法人卒後臨床研修評価機構の認定病院である。人工透析用病床も50床備えている。
全日本民主医療機関連合会(民医連)に加盟している。

## 診療科(附属ふたわ診療所)
※外来診療は附属ふたわ診療所にて行っているため、ここでは当該診療所の標榜診療科について記述する。
- 内科[6]
- 外科[6]
- 小児科[6]
- 産婦人科[6]
- 泌尿器科[6]
- 整形外科[6]
- 眼科[6]
- 耳鼻咽喉科[6]
- 精神科[6]
- 皮膚科[6]
- 小児外科[6]
- 心臓血管外科[6]
- 呼吸器科[6]
- 消化器科[6]
- 循環器科[6]
- 肛門科[6]
- リハビリテーション科[6]

## 医療機関の認定
- 保険医療機関[2]
- 生活保護法指定医療機関[2]
- 公害医療機関[2]
- 労災保険指定医療機関[2]
- 結核指定医療機関[2]
- 臨床研修指定病院[2]（基幹型[7]）
- 戦傷病者特別援護法指定医療機関[2]
- 原子力爆弾被害者一般疾病医療取扱医療機関[2]
- 指定自立支援医療機関（更生医療）[2]
- 指定療育医療医療機関[2]
- 肝炎治療特別促進に係わる医療[2]
- 特定疾患治療研究事業委託医療機関[2]
- 小児慢性特定疾患治療研究事業委託医療機関[2]
- 無料低額診療事業実施医療機関[8]
- このほか、各種法令による指定・認定病院であるとともに、各学会の認定施設でもある。

## 特徴
病院の理念により、差額ベッド料（個室料）を徴収していない。

## 労働争議
- 2020年7月10日 - 10日、夏季賞与が過去最低の0.9カ月分になったとして、医師や看護師ら8人がストライキを実施した。医師らが加入する労働組合によると、病棟の建て替え計画が進む中、新型コロナウイルス感染症による減収が重なり、病院の経営を圧迫しているという。ストライキに参加した医師は「新型コロナの減収分をなぜ私たちのボーナスから補わなければいけないのか」と強調。「全ての業界がマイナスになっている中、ボーナスが出るだけ良いじゃないかという声もあるが、一生懸命に医療をしているという誇りがだんだん損なわれてきている」と訴えた。日本医療労働組合連合会（医労連）が7月にまとめた調査によると、昨年と比較できる354組合のうち、122組合で賞与が引き下げられた。全体平均では昨年比マイナス0.084カ月分といい、担当者は「コロナの影響が如実に出ている。この状況が続けば人手不足の中でさらに離職者が出る」と話した[10]。

## 交通アクセス
- 京成電鉄松戸線「二和向台駅」より徒歩6分。駅からの巡回バスも病院が運行している。

## 周辺
- 船橋二和郵便局
- 船橋市埋蔵文化財事務所
- 船橋市立三咲小学校

## 関連施設
- 千葉健生病院 - 系列病院。